# 勒达

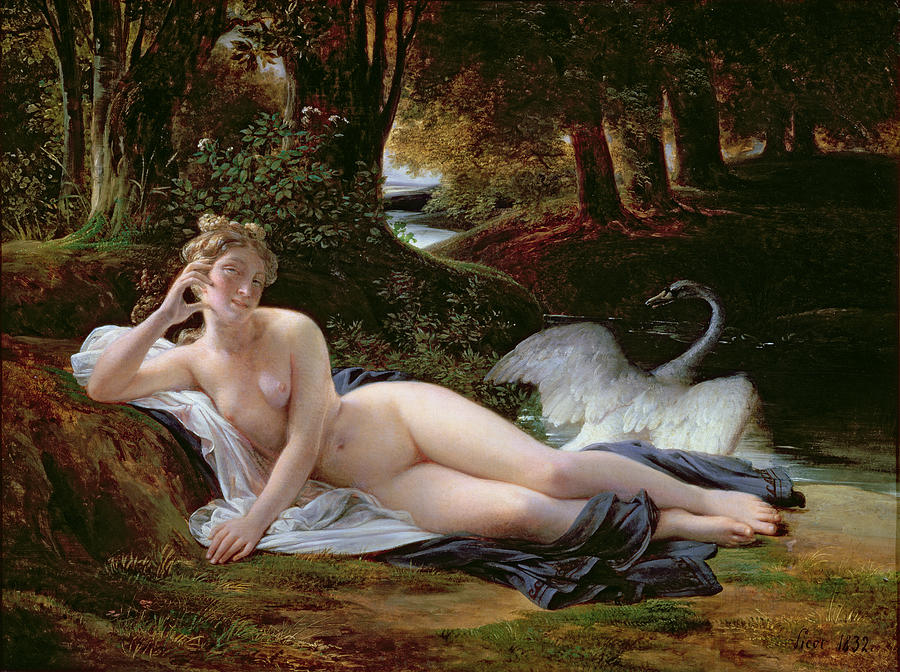
1832年画作《勒达与天鹅》

在希腊神话中，勒达（英語：Leda，/ˈliːdə, ˈleɪ-/，[lɛ͜ɛ́da͜a]）也译麗達，斯巴达王后，廷達柔斯的妻子，卡斯托耳、波吕克斯、福柏、Philonoe、克吕泰涅斯特拉和海伦的母亲。

## 傳說事蹟
勒达受到化身为天鹅的宙斯的引诱，生了两个蛋，每个蛋变成两个小孩。第一个蛋中的波吕克斯和海伦是宙斯的孩子，另一个卡斯托耳和克吕泰墨斯特拉则是廷達柔斯的孩子。
也是天鵝座誕生的故事角色之一。